# Noor Holsboer
Noor Holsboer, född 12 juli 1967 i Enschede, Nederländerna, är en nederländsk landhockeyspelare.
Hon tog OS-brons i damernas landhockeyturnering i samband med de olympiska landhockeytävlingarna 1988 i Seoul.
Därefter tog Holsboer OS-brons igen damernas landhockeyturnering i samband med de olympiska landhockeytävlingarna 1996 i Atlanta.